# ويليام كيرتز
ويليام كيرتز (بالإنجليزية: William Kurtz)‏ هو مصور أمريكي، ولد في 1833 في هسن في ألمانيا، وتوفي في 5 ديسمبر 1904 في فار روكواي ‏ في الولايات المتحدة بسبب ذات الرئة.